# Pinanga watanaiana
Pinanga watanaiana är en enhjärtbladig växtart som beskrevs av Chong Keat Lim. Pinanga watanaiana ingår i släktet Pinanga och familjen Arecaceae. Inga underarter finns listade i Catalogue of Life.